# Parafia Przemienienia Pańskiego w Nowym Dworze Gdańskim
Parafia Przemienienia Pańskiego – rzymskokatolicka parafia znajdująca się w Nowym Dworze Gdańskim, należąca do diecezji elbląskiej. Proboszczem od 2004 roku jest ks. kan. Antoni Mikielewicz.

## Historia parafii
Parafia została erygowana 1 lutego 1909 roku. Kościołem parafialnym jest kościół Przemienienia Pańskiego w Nowym Dworze Gdańskim, który został wybudowany w stylu neogotyckim w latach 1848–1850. Konsekracji świątyni dokonał biskup Franciszek Grossman w 1851 roku.
Kościół posiada murowaną wieżę, drewniany, płaski strop, 3 ołtarze i ambonę z XVIII wieku.

## Zasięg parafii
Do parafii należą wierni z miejscowości: 
- Nowy Dwór Gdański,
- Cyganek,
- Cyganka,
- Ryki,
- Wybicko.